# Алфито
Алфито (др.-греч. Αλφιτώ) — существо из древнегреческой мифологии, которым няньки пугали непослушных детей. Впервые упомянута Плутархом. Происхождение имени существа связывается со словом «алфита» — «белая мука» и алфитомантейей — видом гадания (-мантейя) по ячменной муке. Существо якобы выглядит как старуха с волосами белого, мучного цвета.
В XIX веке фольклорист Вильгельм Маннхардт попытался классифицировать Алфито как «дух растительности». Впоследствии различные исследователи пытались ассоциировать Алфито с Персефоной, «Белой богиней», духом проказы и так далее, хотя не существует никаких античных источников, которые бы на это указывали.
В последнее время исследователи рассматривают Алфито в ряду прочих демонов, которые угрожают воспроизводству и воспитанию детей, таких как Акко, Гелло и Мормо.